# Shintarō Ishihara
Shintarō Ishihara (石原 慎太郎?, Ishihara Shintarō; Kōbe, 30 settembre 1932 – Ōta, 1º febbraio 2022) è stato uno scrittore e politico giapponese, governatore di Tokyo dal 1999 al 2012.

## Biografia
Shintarō Ishihara nacque e crebbe a Suma-ku, uno dei più rinomati quartieri di Kōbe, nella prefettura di Hyōgo, nella regione del Kansai, figlio di un dipendente della società ferroviaria Mitsui O.S.K. Lines, originario della prefettura di Ehime, nella regione dello Shikoku, e di una casalinga originaria di Miyajima, nella prefettura di Hiroshima, nella regione del Chūgoku. Nel 1952 entrò all'Hitotsubashi University e si laureò nel 1956. Solo due mesi prima della laurea, vinse il Premio Akutagawa, il più prestigioso premio letterario del Giappone.
Nei primi anni sessanta si concentrò sulla scrittura, tra cui commedie, romanzi e una versione musicale di L'isola del tesoro. Uno dei suoi romanzi, Lost Country del 1982, descrive il Giappone sotto il controllo dell'Unione Sovietica. Dal 1966 fino all'anno successivo, seguì la guerra del Vietnam su richiesta della Yomiuri Shinbun. Fu questa esperienza che lo convinse ad intraprendere la carriera politica.
Nel 1999 fu eletto governatore di Tokyo con il 30,47% dei suffragi, quasi il doppio dei voti ottenuti da Kunio Hatoyama, il candidato arrivato secondo. Vide la propria carica di governatore confermata nelle tre tornate elettorali successive (2003: 70,21% dei voti; 2007: 50,52% dei voti; 2011: 43,4% dei voti).
Yūjirō Ishihara, uno dei più celebri attori giapponesi, morto nel 1987, era suo fratello minore. Il ministro Nobuteru Ishihara era suo fratello maggiore, l'attore Yoshizumi Ishihara il suo secondo figlio e il deputato Hirotaka Ishihara il terzo. La famiglia Ishihara è una delle più in vista del mondo politico giapponese.
Leader del partito nazionalconservatore e populista di destra Nippon Ishin no Kai, spiccò tra le personalità in assoluto più di destra all'interno del panorama politico giapponese, venendo in più di un'occasione definito dai commentatori il "Le Pen del Giappone". Fu inoltre un dichiarato sostenitore dell'organizzazione ultranazionalista Nippon Kaigi.
Spesso e volentieri le sue esternazioni, in materia sia di politica interna, sia esterna (come, ad esempio, le relazioni Giappone-Stati Uniti, o anche i temi dell'immigrazione, dei diritti della comunità LGBT, della condizione femminile e dei crimini di guerra giapponesi in Asia durante la seconda guerra mondiale), hanno generato accese diatribe e vaste eco di disapprovazione.

## Opere principali

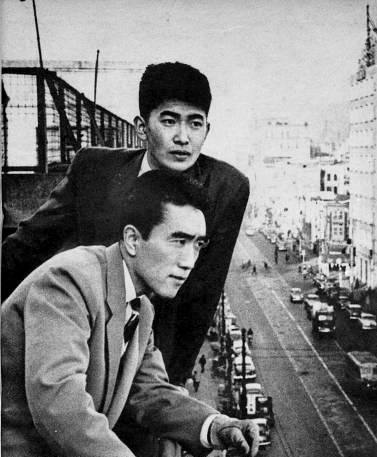
Shintarō Ishihara (in alto) e Yukio Mishima (in basso) nel 1956.

- Taiyō no kisetsu (太陽の季節), La stagione del sole, 1956: Premio Akutagawa, Premio Miglior opera prima dell'anno (da questo romanzo è stato tratto un dorama dallo stesso titolo mandato in onda nel 2002, con Hideaki Takizawa che interpreta il ruolo del protagonista);
- Kurutta kajitsu (狂った果実), Futti impazziti, 1956;
- Kanzen Na Yuugi (完全試合), Il gioco perfetto, 1956;
- Umi no chizu (海の地図), La mappa del mare, 1958;
- Seinen no ki (青年の樹), L'albero della giovinezza;
- Gesshoku (月蝕), Eclissi di luna, 1959;
- Seishun to wa nanda (青春とはなんだ), Cos'è la gioventù?;
- Ōinaru umi e (大いなる海へ), Verso il grande mare, 1965;
- Kaeranu umi (還らぬ海), Mare che non si ritira 1966;
- Kaseki no mori(化石の森), Foresta pietrificata, 1970: Premio del Ministero dell'Educazione;
- Yabanjin no daigaku (野蛮人の大学), Università di barbarie;
- 'Nō' to ieru Nihon  (「NO」と言える日本) Il Giappone che può dire di no (in collaborazione con Akio Morita), 1989;
- Soredemo 'Nō' to ieru Nihon. Nichibeikan no kompommondai (それでも「NO」と言える日本 ―日米間の根本問題―) Il Giappone che può dire di no. Principi e problemi della relazioni nippo-americane, (in collaborazione con Shouichi Watanabe e Kazuhisa Ogawa), 1990;
- 'Chichi' nakushite kuni tatazu  ("父"なくして国立たず), No a una nazione senza "padre", 1997;
- Hisai (秘祭), Festa segreta;
- Seikan (生還), Sopravvivenza, 1988;
- Waga jinsei no toki no toki (わが人生の時の時), Il momento più sublime della mia vita, 1990;
- Kaze ni tsuite no kioku (風についての記憶), La mia memoria del vento, 1994.